# Sigrid Meierhofer
Sigrid Meierhofer (* 18. November 1955 in Rottweil) ist eine deutsche Politikerin (SPD). Am 30. März 2014 wurde sie zur 1. Bürgermeisterin des Marktes Garmisch-Partenkirchen gewählt. Bei der Kommunalwahl am 15. März 2020 wurde sie als Bürgermeisterin abgewählt. Ihre Nachfolgerin im Amt ist Elisabeth Koch (CSU).

## Schule und Studium
1974 machte Sigrid Meierhofer das Abitur in Rottweil. Von 1974 bis 1977 studierte sie an der Johannes-Gutenberg-Universität Mainz Sportwissenschaften, Germanistik und Publizistik und danach bis 1983 Humanmedizin an der Albert-Ludwigs-Universität Freiburg und an der Ludwig-Maximilians-Universität München. 1979 machte sie ihr Diplom im Fach Leibeserziehung. 1983 bekam sie die Approbation als Ärztin. Im Jahr danach folgte die Promotion zur Dr. med. 1988 legte sie die Facharztprüfung zur Ärztin für Anästhesiologie ab.

## Berufliche Tätigkeiten
1984 war sie Assistenzärztin in einer internistischen Praxis in Augsburg, danach bis 1989 Assistenz- und Fachärztin am Städtischen Krankenhaus München-Bogenhausen. Von 1989 bis 1992 hatte sie Vertretungsstellen an oberbayerischen Kliniken. Von 1994 an war sie als Dozentin an einer Berufsfachschule für Kranken- und Kinderkrankenpflege tätig.

## Politische Ämter
Seit 2002 ist Sigrid Meierhofer Mitglied des Kreistags des Landkreises Garmisch-Partenkirchen und des Gemeinderats in Garmisch-Partenkirchen. Bis zu ihrer Wahl zur Bürgermeisterin war sie im Gemeinderat auch Vorsitzende der SPD-Fraktion. Ferner ist sie Kreisvorsitzende des SPD-Unterbezirks Garmisch-Partenkirchen und Mitglied des Bezirksvorstands der SPD. Als Erste Bürgermeisterin des Marktes Garmisch-Partenkirchen löste sie Thomas Schmid ab; sie ist die erste Frau in dieser Funktion. In der Stichwahl am 30. März 2014 bekam sie 67,5 Prozent der Stimmen.
Bei der Bundestagswahl 2021 kandidierte Meierhofer im Wahlkreis Weilheim, konnte mit 14,4 Prozent der Erststimmen das Direktmandat aber nicht erlangen. Da sie in der Landesliste nur auf Platz 38 abgesichert war, konnte sie nicht in den Deutschen Bundestag einziehen.

## Privatleben
Sigrid Meierhofer ist verheiratet und hat drei Kinder. Gelegentlich ist sie als Leichtathletik-Kampfrichterin tätig.